# شاخص جهانی نوآوری

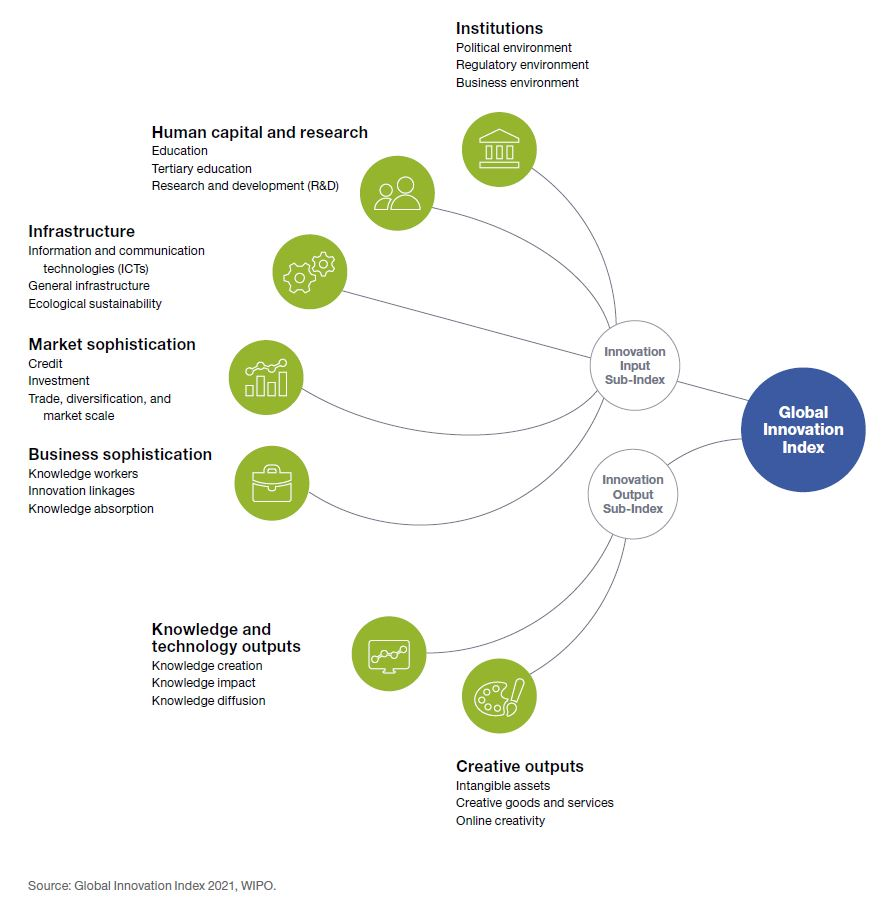
عناصر مورد استفاده در این شاخص

شاخص جهانی نوآوری شاخصی است که کشورها را بر اساس ظرفیت و موفقیت آن‌ها در نوآوری رتبه‌بندی می‌کند و به‌طور سالانه توسط سازمان جهانی مالکیت فکری (دابلیوآی‌پی‌او) منتشر می‌شود. انتشار این شاخص در سال ۲۰۰۷ توسط اینسید و ورلد بیزنس آغاز شد تا سال ۲۰۲۱  یک مجلهٔ بریتانیایی توسط دابلیوآی‌پی‌او با مشارکت دانشگاه کرنل، اینسید و سایر سازمان‌ها و مؤسسات منتشر می‌شد. این شاخص بر اساس داده‌های ذهنی و عینی که از چندین منبع، از جمله اتحادیهٔ بین‌المللی مخابرات، بانک جهانی و مجمع جهانی اقتصاد به‌دست‌آمده، طراحی شده است.

## رتبه‌بندی

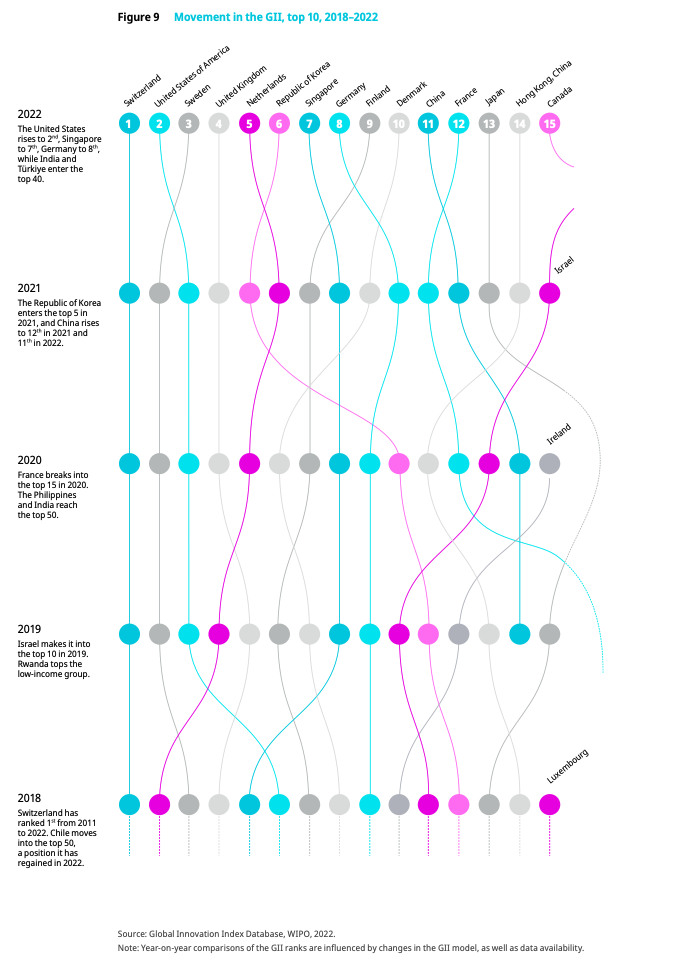
تغییرات شاخص جهانی نوآوری، ۱۰ کشور برتر بین سال‌های ۲۰۱۸ تا ۲۰۲۲

در رتبه‌بندی سال ۲۰۲۴، ۱۳۳ کشور بررسی شده‌اند. ترتیب رتبه‌بندی به صورت نزولی است.

| رتبه | کشور                | امتیاز | گروه درآمدی             |
| ---- | ------------------- | ------ | ----------------------- |
| ۱    | سوئیس               | ۶۷٫۵   | درآمد بالا              |
| ۲    | سوئد                | ۶۴٫۵   | درآمد بالا              |
| ۳    | ایالات متحده آمریکا | ۶۲٫۴   | درآمد بالا              |
| ۴    | سنگاپور             | ۶۱٫۲   | درآمد بالا              |
| ۵    | بریتانیا            | ۶۱٫۰   | درآمد بالا              |
| ۶    | کره جنوبی           | ۶۰٫۹   | درآمد بالا              |
| ۷    | فنلاند              | ۵۹٫۴   | درآمد بالا              |
| ۸    | هلند                | ۵۸٫۸   | درآمد بالا              |
| ۹    | آلمان               | ۵۸٫۱   | درآمد بالا              |
| ۱۰   | دانمارک             | ۵۷٫۱   | درآمد بالا              |
| ۱۱   | چین                 | ۵۶٫۳   | درآمد متوسط رو به بالا  |
| ۱۲   | فرانسه              | ۵۵٫۴   | درآمد بالا              |
| ۱۳   | ژاپن                | ۵۴٫۱   | درآمد بالا              |
| ۱۴   | کانادا              | ۵۲٫۹   | درآمد بالا              |
| ۱۵   | اسرائیل             | ۵۲٫۷   | درآمد بالا              |
| ۱۶   | استونی              | ۵۲٫۳   | درآمد بالا              |
| ۱۷   | اتریش               | ۵۰٫۳   | درآمد بالا              |
| ۱۸   | هنگ کنگ             | ۵۰٫۱   | درآمد بالا              |
| ۱۹   | جمهوری ایرلند       | ۵۰٫۰   | درآمد بالا              |
| ۲۰   | لوکزامبورگ          | ۴۹٫۱   | درآمد بالا              |
| ۲۱   | نروژ                | ۴۹٫۱   | درآمد بالا              |
| ۲۲   | ایسلند              | ۴۸٫۵   | درآمد بالا              |
| ۲۳   | استرالیا            | ۴۸٫۱   | درآمد بالا              |
| ۲۴   | بلژیک               | ۴۷٫۷   | درآمد بالا              |
| ۲۵   | نیوزیلند            | ۴۵٫۹   | درآمد بالا              |
| ۲۶   | ایتالیا             | ۴۵٫۳   | درآمد بالا              |
| ۲۷   | قبرس                | ۴۵٫۱   | درآمد بالا              |
| ۲۸   | اسپانیا             | ۴۴٫۹   | درآمد بالا              |
| ۲۹   | مالت                | ۴۴٫۸   | درآمد بالا              |
| ۳۰   | جمهوری چک           | ۴۴٫۰   | درآمد بالا              |
| ۳۱   | پرتغال              | ۴۳٫۷   | درآمد بالا              |
| ۳۲   | امارات متحده عربی   | ۴۲٫۸   | درآمد بالا              |
| ۳۳   | مالزی               | ۴۰٫۵   | درآمد متوسط رو به بالا  |
| ۳۴   | اسلوونی             | ۴۰٫۲   | درآمد بالا              |
| ۳۵   | لیتوانی             | ۴۰٫۱   | درآمد بالا              |
| ۳۶   | مجارستان            | ۳۹٫۶   | درآمد بالا              |
| ۳۷   | ترکیه               | ۳۹٫۰   | درآمد متوسط رو به بالا  |
| ۳۸   | بلغارستان           | ۳۸٫۵   | درآمد بالا              |
| ۳۹   | هند                 | ۳۸٫۳   | درآمد متوسط رو به پایین |
| ۴۰   | لهستان              | ۳۷٫۰   | درآمد بالا              |
| ۴۱   | تایلند              | ۳۶٫۹   | درآمد متوسط رو به بالا  |
| ۴۲   | لتونی               | ۳۶٫۴   | درآمد بالا              |
| ۴۳   | کرواسی              | ۳۶٫۳   | درآمد بالا              |
| ۴۴   | ویتنام              | ۳۶٫۲   | درآمد متوسط رو به پایین |
| ۴۵   | یونان               | ۳۶٫۲   | درآمد بالا              |
| ۴۶   | اسلواکی             | ۳۴٫۳   | درآمد بالا              |
| ۴۷   | عربستان سعودی       | ۳۳٫۹   | درآمد بالا              |
| ۴۸   | رومانی              | ۳۳٫۴   | درآمد بالا              |
| ۴۹   | قطر                 | ۳۲٫۹   | درآمد بالا              |
| ۵۰   | برزیل               | ۳۲٫۷   | درآمد متوسط رو به بالا  |
| ۵۱   | شیلی                | ۳۲٫۶   | درآمد بالا              |
| ۵۲   | صربستان             | ۳۲٫۳   | درآمد متوسط رو به بالا  |
| ۵۳   | فیلیپین             | ۳۱٫۱   | درآمد متوسط رو به پایین |
| ۵۴   | اندونزی             | ۳۰٫۶   | درآمد متوسط رو به بالا  |
| ۵۵   | موریس               | ۳۰٫۶   | درآمد متوسط رو به بالا  |
| ۵۶   | مکزیک               | ۳۰٫۴   | درآمد متوسط رو به بالا  |
| ۵۷   | گرجستان             | ۳۰٫۴   | درآمد متوسط رو به بالا  |
| ۵۸   | مقدونیه شمالی       | ۲۹٫۹   | درآمد متوسط رو به بالا  |
| ۵۹   | روسیه               | ۲۹٫۷   | درآمد بالا              |
| ۶۰   | اوکراین             | ۲۹٫۵   | درآمد متوسط رو به پایین |
| ۶۱   | کلمبیا              | ۲۹٫۲   | درآمد متوسط رو به بالا  |
| ۶۲   | اروگوئه             | ۲۹٫۱   | درآمد بالا              |
| ۶۳   | ارمنستان            | ۲۹٫۰   | درآمد متوسط رو به بالا  |
| ۶۴   | ایران               | ۲۸٫۹   | درآمد متوسط رو به پایین |
| ۶۵   | مونته‌نگرو           | ۲۸٫۹   | درآمد متوسط رو به بالا  |
| ۶۶   | مراکش               | ۲۸٫۸   | درآمد متوسط رو به پایین |
| ۶۷   | مغولستان            | ۲۸٫۷   | درآمد متوسط رو به پایین |
| ۶۸   | مولدووا             | ۲۸٫۷   | درآمد متوسط رو به بالا  |
| ۶۹   | آفریقای جنوبی       | ۲۸٫۳   | درآمد متوسط رو به بالا  |
| ۷۰   | کاستاریکا           | ۲۸٫۳   | درآمد متوسط رو به بالا  |
| ۷۱   | کویت                | ۲۸٫۱   | درآمد بالا              |
| ۷۲   | بحرین               | ۲۷٫۶   | درآمد بالا              |
| ۷۳   | اردن                | ۲۷٫۵   | درآمد متوسط رو به پایین |
| ۷۴   | عمان                | ۲۷٫۱   | درآمد بالا              |
| ۷۵   | پرو                 | ۲۶٫۷   | درآمد متوسط رو به بالا  |
| ۷۶   | آرژانتین            | ۲۶٫۴   | درآمد متوسط رو به بالا  |
| ۷۷   | باربادوس            | ۲۶٫۱   | درآمد بالا              |
| ۷۸   | قزاقستان            | ۲۵٫۷   | درآمد متوسط رو به بالا  |
| ۷۹   | جامائیکا            | ۲۵٫۷   | درآمد متوسط رو به بالا  |
| ۸۰   | بوسنی و هرزگوین     | ۲۵٫۵   | درآمد متوسط رو به بالا  |
| ۸۱   | تونس                | ۲۵٫۴   | درآمد متوسط رو به پایین |
| ۸۲   | پاناما              | ۲۴٫۷   | درآمد بالا              |
| ۸۳   | ازبکستان            | ۲۴٫۷   | درآمد متوسط رو به پایین |
| ۸۴   | آلبانی              | ۲۴٫۵   | درآمد متوسط رو به بالا  |
| ۸۵   | بلاروس              | ۲۴٫۲   | درآمد متوسط رو به بالا  |
| ۸۶   | مصر                 | ۲۳٫۷   | درآمد متوسط رو به پایین |
| ۸۷   | بوتسوانا            | ۲۳٫۱   | درآمد متوسط رو به بالا  |
| ۸۸   | برونئی              | ۲۲٫۸   | درآمد بالا              |
| ۸۹   | سری‌لانکا            | ۲۲٫۶   | درآمد متوسط رو به پایین |
| ۹۰   | کیپ ورد             | ۲۲٫۳   | درآمد متوسط رو به پایین |
| ۹۱   | پاکستان             | ۲۲٫۰   | درآمد متوسط رو به پایین |
| ۹۲   | سنگال               | ۲۲٫۰   | درآمد متوسط رو به پایین |
| ۹۳   | پاراگوئه            | ۲۱٫۹   | درآمد متوسط رو به بالا  |
| ۹۴   | لبنان               | ۲۱٫۵   | درآمد متوسط رو به پایین |
| ۹۵   | جمهوری آذربایجان    | ۲۱٫۳   | درآمد متوسط رو به بالا  |
| ۹۶   | کنیا                | ۲۱٫۰   | درآمد متوسط رو به پایین |
| ۹۷   | جمهوری دومینیکن     | ۲۰٫۸   | درآمد متوسط رو به بالا  |
| ۹۸   | السالوادور          | ۲۰٫۶   | درآمد متوسط رو به بالا  |
| ۹۹   | قرقیزستان           | ۲۰٫۴   | درآمد متوسط رو به پایین |
| ۱۰۰  | بولیوی              | ۲۰٫۲   | درآمد متوسط رو به پایین |
| ۱۰۱  | غنا                 | ۲۰٫۰   | درآمد متوسط رو به پایین |
| ۱۰۲  | نامیبیا             | ۲۰٫۰   | درآمد متوسط رو به بالا  |
| ۱۰۳  | کامبوج              | ۱۹٫۹   | درآمد متوسط رو به پایین |
| ۱۰۴  | رواندا              | ۱۹٫۷   | درآمد پایین             |
| ۱۰۵  | اکوادور             | ۱۹٫۳   | درآمد متوسط رو به بالا  |
| ۱۰۶  | بنگلادش             | ۱۹٫۱   | درآمد متوسط رو به پایین |
| ۱۰۷  | تاجیکستان           | ۱۸٫۶   | درآمد متوسط رو به پایین |
| ۱۰۸  | ترینیداد و توباگو   | ۱۸٫۴   | درآمد بالا              |
| ۱۰۹  | نپال                | ۱۸٫۱   | درآمد متوسط رو به پایین |
| ۱۱۰  | ماداگاسکار          | ۱۷٫۹   | درآمد پایین             |
| ۱۱۱  | لائوس               | ۱۷٫۸   | درآمد متوسط رو به پایین |
| ۱۱۲  | ساحل عاج            | ۱۷٫۵   | درآمد متوسط رو به پایین |
| ۱۱۳  | نیجریه              | ۱۷٫۱   | درآمد متوسط رو به پایین |
| ۱۱۴  | هندوراس             | ۱۶٫۷   | درآمد متوسط رو به پایین |
| ۱۱۵  | الجزایر             | ۱۶٫۲   | درآمد متوسط رو به پایین |
| ۱۱۶  | زامبیا              | ۱۵٫۷   | درآمد متوسط رو به پایین |
| ۱۱۷  | توگو                | ۱۵٫۶   | درآمد پایین             |
| ۱۱۸  | زیمبابوه            | ۱۵٫۶   | درآمد متوسط رو به پایین |
| ۱۱۹  | بنین                | ۱۵٫۴   | درآمد متوسط رو به پایین |
| ۱۲۰  | تانزانیا            | ۱۵٫۳   | درآمد متوسط رو به پایین |
| ۱۲۱  | اوگاندا             | ۱۴٫۹   | درآمد پایین             |
| ۱۲۲  | گواتمالا            | ۱۴٫۶   | درآمد متوسط رو به بالا  |
| ۱۲۳  | کامرون              | ۱۴٫۴   | درآمد متوسط رو به پایین |
| ۱۲۴  | نیکاراگوئه          | ۱۴٫۰   | درآمد متوسط رو به پایین |
| ۱۲۵  | میانمار             | ۱۳٫۸   | درآمد متوسط رو به پایین |
| ۱۲۶  | موریتانی            | ۱۳٫۲   | درآمد متوسط رو به پایین |
| ۱۲۷  | بوروندی             | ۱۳٫۲   | درآمد پایین             |
| ۱۲۸  | موزامبیک            | ۱۳٫۱   | درآمد پایین             |
| ۱۲۹  | بورکینافاسو         | ۱۲٫۸   | درآمد پایین             |
| ۱۳۰  | اتیوپی              | ۱۲٫۳   | درآمد پایین             |
| ۱۳۱  | مالی                | ۱۱٫۸   | درآمد پایین             |
| ۱۳۲  | نیجر                | ۱۱٫۲   | درآمد پایین             |
| ۱۳۳  | آنگولا              | ۱۰٫۲   | درآمد متوسط رو به پایین |